# Falco punctatus
El cernícalo de la Mauricio (Falco punctatus) es una especie de ave falconiforme de la familia Falconidae endémica de la isla de Mauricio. Probablemente llegó a Mauricio donde  evolucionó en especie distinta durante el Gelasiense (Plioceno Tardío). Es la especie más diferenciada entre las especies vivientes de cernícalos del Océano Índico. No se conocen subespecies.

## Descripción
Puede alcanzar una talla de 26 a 30,5 cm. El peso es hasta 250 gramos. El macho es ligeramente menor que la hembra. El ala mide aproximadamente 45 cm y es redondeada, a diferencia de otros halcones En cautiverio la expectativa de vida llega a 15 años.

## Distribución y hábitat
El cernícalo de Mauricio es endémico de sus bosques, donde está restringido a barrancos y cañadas de la meseta del sur.

## Ecología y comportamiento
El cernícalo de Mauricio caza mediante vuelos cortos y rápidos a través del bosque. Es carnívoro, predador de gecos, libélulas, cigarras, cucarachas, grillos, y aves pequeñas.

## Conservación
La historia de esta ave es una de las más destacables en la conservación de especies. En tiempos precoloniales la población se estimaba entre 175 y 325 parejas reproductoras. Esta reducida población fue causada muy probablemente por la deforestación del siglo XVIII y por  ciclones. Pero la caída más severa ocurrió en las décadas de 1950 y 1960 debido al uso indiscriminado de DDT y por la introducción de especies invasoras, como el gatos, la mangostas y o los macacos cangrejeros, que matan cernícalos y saquean sus huevos. La que era probablemente la especie más emparentada, el Cernícalo de la Reunión, resultó extinta alrededor del año 1700 por razones del todo desconocidas.
La población registrada cayó hasta un mínimo de 4 individuos en 1974 y fue considerada el ave más rara del mundo. Stanley Temple de la Cornell University estudió esta especie durante dos años y en 1973 en el primer intento de reproducirlas en cautiverio los polluelos  murieron cuando hubo una rotura en la incubadora. Aunque se tomaron medidas de conservación de inmediato con la ayuda de un programa de reproducción desarrollado por el Zoológico de Jersey (ahora llamado Durrell Wildlife), los esfuerzos para rescatar esta especie fallaron porque los huevos no eran fértiles.
En 1979 se llevó a cabo un nuevo intento. Con la ayuda de Gerald Durrell, el biólogo galés Carl G. Jones estableció un santuario de vida silvestre en la Isla Aux Aigrettes (Seychelles). Subió a los árboles y extrajo huevos de los nidos. En esta ocasión los huevos si eran fértiles y Jones fue capaz de criar los polluelos en incubadoras. Afortunadamente, los cernícalos cambiaron sus hábitos reproductivos y ponían otro huevo luego de que les sacaban el primero. Lentamente la población creció, y en 1985 el doctor Jones anunció orgulloso el logro exitoso de la cría número cincuenta. Se mejoraron las técnicas para la cría, la liberación y el "secuestro" de polluelos, lo que convirtió al centro de reproducción en cautiverio  en una institución de investigación pionera en la conservación de rapaces tropicales y de pequeños halcones. El programa de reproducción se fue reduciendo al principio de la década de 1990 a medida que una población autosustentada fue establecida. Desde 1994, el programa sirve sólo como una salvaguarda contra la posibilidad de una catástrofe que afecte a la población silvestre. Otras especies endémicas raras se cuidan ahora en la estación (como la Paloma de Mauricio o el Tejedor de Mauricio).
Actualmente son más de 800 aves adultas y su número se incrementa; se estima que el hábitat remanente permite  una capacidad de carga de quizás 50 o 150 más. Éstas se encuentran en los bosques remanentes de la isla, especialmente en la región del parque nacional Black River Gorges. A la especie se le bajó la categoría a Vulnerable en la lista roja de especies de la IUCN en 1994 cuando se volvió innecesaria la liberación de aves criadas en cautiverio. Poca acción de conservación se estimaba necesaria ya, felizmente, luego de que la especie estuvo al mismo borde de la extinción hace sólo un par de décadas, tiempo que equivale  en términos del Cernícalo de Mauricio a aproximadamente una vida o quizás a 4 o 5  generaciones. Hoy, aparte del monitoreo rutinario para poder asistir a parejas individuales que fallan en el establecimiento de un territorio de cría por la falta de facilidades de anidación (un factor limitante mayor), el control de predadores introducidos que se realiza, es básicamente todo lo que se está haciendo par asistir la supervivencia de la especie.
Aunque se ha observado alguna aparente depresión por consanguinidad en la población en cautiverio, fue verdaderamente menor de lo que se podría esperar dado que el tamaño efectivo de población fue quizás de 5 individuos durante mediados de la década de 1970. Se conoce que varios linajes de Cernícalos de Mauricio han desaparecido completamente durante la declinación de la población en el siglo XX. Sin embargo, los efectos debilitantes de la acumulación de DDT en la salud de las aves, y no la consanguinidad, son consideradas que fueron la causa mayor del fracaso del programa de reproducción inicialmente intentado por  Temple.
La historia evolutiva de las aves parece conservar pistas de la causa: Mauricio es una isla volcánica, y aunque su colonización por los cernícalos no puede ser fechada con alta precisión, fue casi seguramente algún tiempo antes de que se extinguiera la actividad volcánica. La población del Cernícalo de Mauricio parece haber sobrevivido un prolongado periodo de actividad volcánica, la cual debió haber mantenido pequeña y fluctuante la población  dado que el hábitat, el alimento y buena parte de los individuos deben haber sido destruidos una y otra vez por erupciones volcánicas. Como las condiciones casi-panmícticas fueron mantenidas durante muchas generaciones, los alelos que pudieran causar enfermedades por consanguinidad fueron paulatinamente desapareciendo por medio de la selección natural. El fenómeno de que tamaños efectivos de población de menos de 4-5 individuos pueden ser tolerados sin una depresión por consanguinidad pronunciada se conoce también en otras aves de islas pequeñas, como en Petroica traversi (Ploceidae) o en Anas laysanensis (Pato de Laysan).
La clasificación como especie Vulnerable se debe al mismo hecho: en una isla tan pequeña como Mauricio, los eventos azarosos como erupciones volcánicas (difícilmente probables en la actualidad) o tormentas (comunes y posiblemente crecientes en frecuencia y fuerza) siempre pueden barrer grandes partes de la población de una especie. La clasificación de IUCN VU D1+D2 refleja esto, que se traduce en una población de menos de 1000 individuos maduros, y menos de 20 km² de hábitat ocupado.